# Brian Friel
Brian Friel (Omagh, 9 gennaio 1929 – Greencastle, 2 ottobre 2015) è stato un drammaturgo e scrittore irlandese.

## Biografia
Nato a Omagh, contea di Tyrone, ricevette la sua educazione al St. Columb's College a Derry e, per breve tempo, al seminario di St. Patrick's College, Maynooth, così come a Belfast. Insegnò in varie scuole nella contea di Londonderry dal 1950 al 1960.
Friel cominciò la sua carriera scrivendo brevi storie per The New Yorker nel 1959 e in seguito pubblicò due collezioni: The Saucer of Larks e L'Oro del Mare (The Gold of the Sea). I suoi primi programmi radio furono prodotti dalla BBC, a Belfast, nel 1958. La sua prima opera - This Doubtful Paradise - rappresentata nel 1959 e pochi anni dopo The Enemy Within (1962) gli diede riconoscimento in Irlanda. Philadelphia Here I Come! (1964), Gli amori di Cass McGuire (The Loves of Cass McGuire) (1966, 1999 in Italia), e Lovers (1967) ebbero grande successo in Irlanda, così come oltre oceano.
Dancing at Lughnasa (1990), probabilmente la sua opera più famosa, rappresentata all'Abbey Theatre, si trasferì al London's West End e fu rappresentata a Broadway, dove vinse tre Tony Awards nel 1992, compreso il premio di Miglior Opera.
La più recente opera di Friel è The Home Place (2004), che dopo una stagione di tutto esaurito al Gate Theater a Dublino, si trasferì al West End di Londra il 25 maggio, 2005.
La maggior parte delle opere di Friel sono state rappresentate interamente a Dublino all'Abbey Theatre, al Gate e all'Olympia, in molti teatri a Londra e a Broadway. Ballando a Lughnasa fu trasformata in un film (con Meryl Streep, diretto da Pat O'Connor, scritto dallo scrittore del Donegal, Frank McGuinness) nel 1998.
Brian Friel fu premiato con un dottorato ad honorem (vedi ) dal Rosary College, River Forest, Illinois nel 1974. Nel 1989, la BBC Radio dedicò una stagione di sei opere al suo lavoro, il primo scrittore vivente ad essere contraddistinto da ciò. Friel ricevette un premio dall'Irish Times nel 1999. Egli è stato membro dell'American Academy of Arts and Letters, l'inglese (vedi ) Royal Society of Literature e l'Irish Academy of Letters.
Friel fondò (insieme con l'attore Stephen Rea e l'ex compagno di scuola del St. Columb's, Tom Paulin, Seamus Heaney e Seamus Deane) il Field Day Theatre Company, dove molti dei suoi pezzi, compreso Translations (1980), The Communication Cord (1982) and Making History (1988) furono rappresentati.
Il 22 gennaio 2006 Friel fu onorato con una Torcia d'oro dal Presidente Mary McAleese in riconoscimento del fatto che quel membro dell'Aosdána lo aveva eletto un Saoi. Solo cinque membri dell'Aosdána possono avere questo onore e Friel si unì a Saoithe Louis le Brocquy, Benedict Kiely, Seamus Heaney and Anthony Cronin.
Friel ha vissuto fino alla sua morte in un cottage nei pressi di Glenties, nel Donegal, dove è arrivato da Derry nel 1967.
Delle opere teatrali  sono state tradotte in italiano Faith Healer (Il Guaritore), Translations (Traduzioni) e Dancing at Lughnasa (Lùnasa - Danza d'Agosto)  in "Traduzioni"  e altri drammi a cura di Carla De Petris. Roma. Bulzoni.1996. In italiano è stata anche  tradotta una scelta dei racconti in L'oro del mare. Racconti irlandesi, a cura di Fiorenzo Fantaccini, Firenze, Le Lettere, 2002 e in Tutto in ordine e al suo posto, a cura di Daniele Benati, Milano, Marcos y Marcos, 2017, e il dramma Afterplay tradotto da Monica Capuani e Massimiliano Farau per la casa editrice Reading theatre.

## Opere
- This Doubtful Paradise (1958)
- The Enemy Within (1962)
- Philadelphia Here I Come! (1964)
- Lovers (1967)
- Crystal and Fox (1968)
- The Freedom of the City (1973)
- Volunteers (1975)
- Living Quarters (1977)
- Aristocrats (1979)
- Faith Healer (1979)
- Fathers and Sons, da Padri e figli, di Ivan Turgenev (1987)
- Wonderful Tennessee (1993)
- Molly Sweeney (1995)
- Give Me Your Answer, Do! (1997)
- Translations (1980)
- Three Sisters (Chekhov adaptation, 1981)
- The Communication Cord (1982)
- Making History (1989)
- Dancing at Lughnasa (1990)
- A Month in the Country (Turgenev adaptation, 1992)
- Uncle Vanya (Chekhov adaptation, 1998)
- The Yalta Game (Chekhov adaptation, 2001)
- The Bear (Chekhov adaptation, 2002)
- Afterplay (2002)
- The Home Place (2004)
- The Yalta Game ,traduzione di Stefano Moretti, Bologna, Cue Press, 2019. ISBN 9788855100335.